# Mano Nera (Palestina)
La Mano Nera in (arabo: al-Kaff al-Aswad) era una organizzazione terroristica islamica attiva nel Mandato britannico della Palestina. Venne fondata nel 1930 dallo sceicco siriano ʿIzz al-Dīn al-Qassām che la guidò fino alla sua morte nel 1935.

## Storia
Dopo il fallimento della rivolta siriana del 1921, che aveva guidato, al-Qassam fuggì a Haifa e si adoperò nel reclutamento di contadini arabi per addestrarli a compiere atti terroristici. Le cellule clandestine non avevano più di cinque persone. Questa organizzazione omicida divenne nota come la Mano Nera. In tutto furono arruolati tra i 200 e gli 800 uomini. 
Tra il 1930 e il 1935 diversi atti di violenza furono perpetrati contro civili ebrei nel nord della Palestina, con l'uccisione di almeno otto ebrei. Al-Qassam giustificava la violenza con motivazioni religiose. 
Dopo il Massacro di Hebron del 1929, intensificò il suo antisionismo e le azioni anti-britanniche ottenendo una fatwā dallo sceicco Badr al-Din al-Taji al-Hasani, il muftī di Damasco, che autorizza l'uso della violenza contro gli inglesi e gli ebrei.
Il 20 novembre 1935, dopo l'uccisione in Palestina di un funzionario di polizia, al-Qassam fu circondato dalla polizia britannica in una grotta vicino a Jenin e ucciso in uno scontro a fuoco insieme a tre dei suoi combattenti. Alcuni dei superstiti parteciparono alla grande rivolta araba in Palestina.